# Eduardo Tuzzio
Eduardo Nicolas Tuzzio (Buenos Aires, 31 de julho de 1974)  é um ex-futebolista argentino que atuava como zagueiro. Começou a sua carreira no San Lorenzo de Almagro e teve passagens pelo Quilmes Atlético Club da Argentina e pelo Olympique de Marseille da França e pelo RCD Mallorca da Espanha e defendeu  o River Plate até 2008.